# Kleine Alteburg
Die Kleine Alteburg, auch Burg Reifenstein genannt, ist eine abgegangene mittelalterliche Höhenburg  bei Reifenstein in der Gemeinde Niederorschel im Landkreis Eichsfeld in Thüringen.

## Lage
Unweit der Alten Burg oberhalb von Reifenstein befindet sich südlich von Kleinbartloff auf dem Dünplateau die ehemalige Burganlage. Die genaue Ortslage wurde bisher bewusst nicht veröffentlicht, um weiteren Zerstörungen vorzubeugen. Auf Grund der geringen Bodenbefunde wurde dieser Burgstandort zunächst auch angezweifelt.

## Geschichte
Neuere Keramikfunde im Jahr 1971 verweisen auf eine Burganlage im 12. Jahrhundert. Das Burgareal ist durch Verwitterung stark verändert und bedarf weiterer Untersuchungen. Die Burg (Reifenstein?) könnte um 1100 entstanden sein und bei der Gründung des Klosters Reifenstein im Jahr 1162 bereits bestanden haben und als Wohnsitz der Grafen von Gleichen gedient haben. Die Grafen schenkten dem Kloster als Zubehör den benachbarten Mittelberg, einen Teil des Sonder und den Burghagen mit dem Standort der "Alten Burg". Das ehemalige Dorf Albolderode im Tal hieß nun bereits villa riphenstein. Bei kriegerischen Auseinandersetzungen um das Jahr 1200 zwischen König Philipp von Schwaben und dem Gegenkönig Otto IV., wurden in Thüringen zahlreiche Klöster und Orte zerstört. Dabei könnte auch diese Burg betroffen gewesen sein, da Brandspuren gefunden wurden, das nahe Kloster wurde nachweislich in Mitleidenschaft gezogen. Der Graf von Velsecke bezeugte 1209, dass er das zerstörte Kloster wieder aufbauen müsste. Da er die Geldsumme nicht aufbringen konnte, verpfändete er daher dem Kloster Land in Beberstedt und einen weiteren Teil des Sonderwaldes. 
Die Burg könnte der Überwachung einer alten Fernstraße von Mühlhausen über den Dün nach Norden gedient haben. Inwieweit diese Burg mit der nur wenige Kilometer entfernten und nach 1200 errichteten Burg Birkenstein in Verbindung stand, ist nicht bekannt. Eventuell ist diese als Nachfolgebau durch die Grafen von Gleichen anzusehen, da die Besitzverhältnisse am bisherigen Standort bei Reifenstein nicht mehr ausreichten.